# Sam Hutchinson
Edward Samuel Hutchinson, mais conhecido como Sam Hutchinson (Slough Berkshire, 3 de agosto de 1989), é um futebolista inglês que atua como lateral-direito, atualmente está no Sheffield Wednesday.

## Carreira

### Chelsea
Um lateral-direito que ingressou na Academia do Chelsea. Tornou-se profissional em agosto de 2006 e fez sua primeira aparição para a Inglaterra Sub-18 em março de 2007. Também é capaz de jogar como zagueiro e volante. Hutchinson foi também o segundo maior fabricante de aparição na equipe do Chelsea, da juventude na última temporada. 
Hutchinson fez sua primeira aparição na equipe principal do Chelsea em 13 de Maio de 2007 na Premier League contra o Everton.
Em 20 de agosto de 2007, Hutchinson assinou um novo contrato de quatro anos, mantendo-o em Stamford Bridge até 2011. Ele foi chamado para a Inglaterra Sub-19 como capitão no amistoso contra a Alemanha em 14 de novembro de 2007. 
Em 18 de julho de 2009, Hutchinson fez uma aparição em um sub-jogo de pré temporada contra o Seattle Sounders, ele entrou no lugar de Ashley Cole, no segundo semestre. Em 26 de julho de 2009, ele começou pelo Chelsea contra o Club America. Em 23 de agosto de 2009, Hutchinson fez sua segunda aparição na Premier League como um substituto 86 minutos contra o Fulham. Em 23 de setembro de 2009, Hutchinson fez sua primeira partida e jogou até ao minuto 77, sendo substituído pelo capitão John Terry, contra rivais Queens Park Rangers na Liga de Futebol.
Hutchinson retirou-se do futebol profissional com apenas 21 anos, após não conseguir se recuperar totalmente de uma lesão no joelho.
Depois de ter uma lesão que o tinha feito aposentar-se, Sam volta a jogar futebol.

### Nottingham Forest
No dia 16 de agosto, Sam foi anunciado por empréstimo ao Nottingham Forest por 1 ano.

### Vitesse
No dia 02 de setembro, foi anunciado por empréstimo ao Vitesse da Holanda.